# مطار مزار شريف الدولي
مطار مزار شريف (بالبشتوية: مزار شریف نړیوال هوايي ډګر) (بالإنجليزية: Mazar-i-Sharif International Airport) (إياتا: MZR، إيكاو: OAMS)، المعروف أيضًا باسم مطار مولانا جلال الدين محمد بلخي الدولي، يقع علي بعد 9 كم شرق مزار الشريف شمال أفغانستان، ورحلة مدتها 15 دقيقة بسيارة أجرة من وسط المدينة. يمتلك مدرج مزدوج قادر على التعامل مع الطائرات الكبيرة مثل بوينغ 747 وبوينغ سي-17 غلوب ماستر 3 وأنتونوف أن-225. المطار به مرافق يتسع لـ 1000 مسافر، مما يجعله أحد أكبر المطارات في أفغانستان.
تم بناؤه في الأصل من قبل مهندسين من الولايات المتحدة في ستينات القرن العشرين، يخدم المطار السكان الأفغان في شمال البلاد. تمت إضافة محطة جديدة بقيمة 60 مليون يورو إلى المطار في السنوات الأخيرة بينما تستخدم المحطة القديمة الآن للرحلات الداخلية.
المطار هو أيضًا موطن للجناح الرابع للقوات الجوية الأفغانية (304).

## التاريخ

### السنوات المبكرة
تم بناء مطار مزار الشريف في ستينات القرن العشرين من قبل الولايات المتحدة خلال الحرب الباردة، عندما كان السوفييت والأمريكيون يعملون على نشر نفوذهم في الشرق الأوسط وجنوب آسيا. بين الستينات وأواخر السبعينات، بدأ عدد كبير من السياح بالوصول لأول مرة لمشاهدة الأماكن التاريخية في المدينة.
استُخدِمَ المطار بكثافة في الثمانينات من قبل القوات السوفيتية التي أطلقت منها رحلات جوية يومية لضرب أهداف في المناطق التي يسيطر عليها المجاهدون في أفغانستان. كما كانت بمثابة أحد المحاور الرئيسية لنشر قوات من دول الاتحاد السوفيتي السابق المجاور.

### القرن الحادي والعشرون

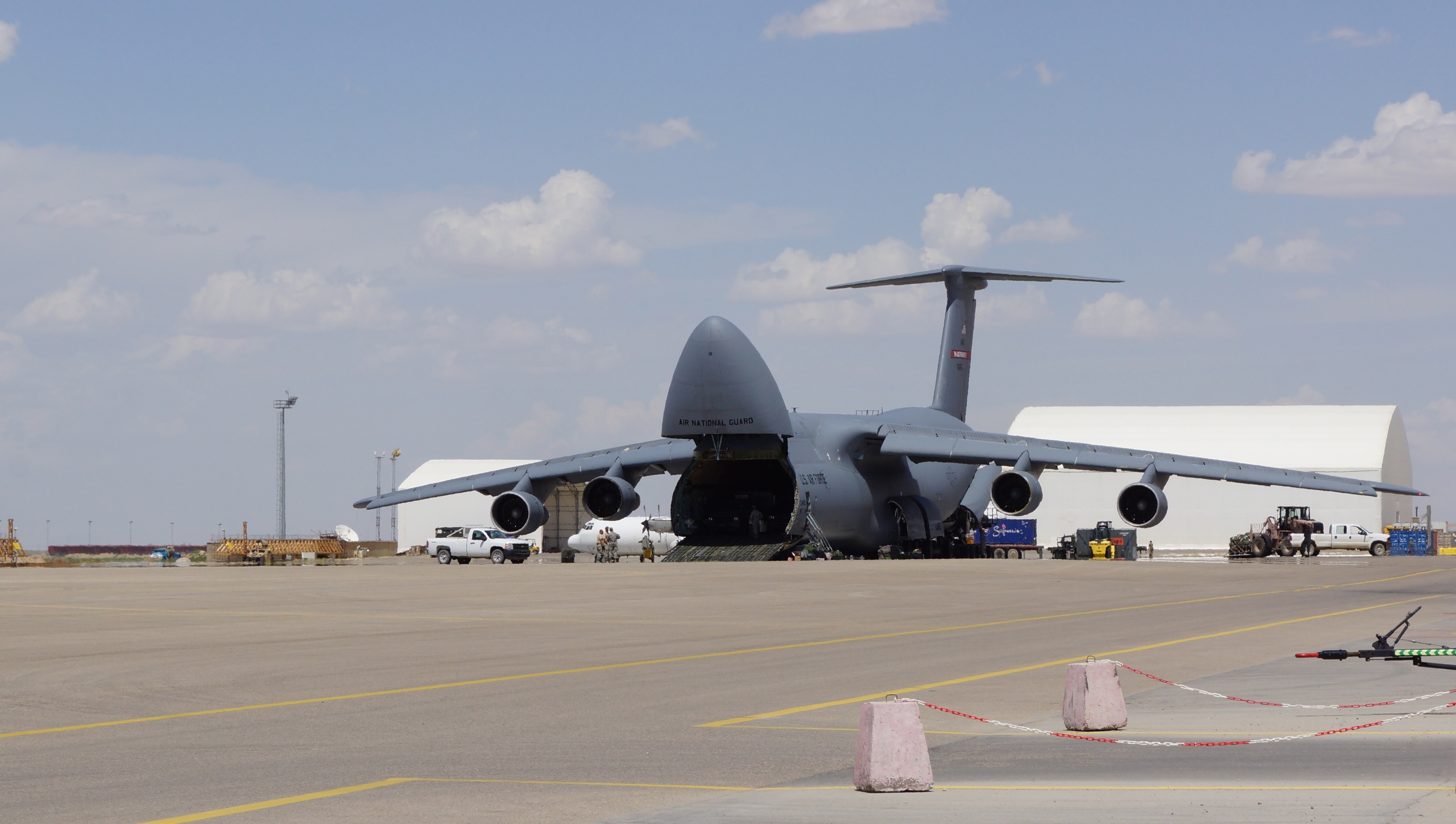
طائرة أمريكية من طراز Lockheed C-5 Galaxy في معسكر مارمال في مزار الشريف، أفغانستان.

تولت ألمانيا قيادة المنطقة الشمالية الإقليمية التابعة لقوات المساعدة الدولية لإرساء الأمن في أفغانستان (إيساف) في نهاية مارس 2006. ويعمل المطار كمركز رئيسي لتبادل الأفراد وكذلك الشحن الجوي للقوات الدولية لدعم الاستقرار والسلام في شمال أفغانستان. منذ سبتمبر 2007 أصبح نظام الملاحة الجوية التكتيكي، الذي يشار إليه عادةً بالاختصار (بالإنجليزية: TACAN) لنظام هبوط الأجهزة متاحًا لتشغيل الطقس السيئ. تم بناء معسكر مارمال بجوار المطار في عام 2005، والذي توسع تدريجياً ليصبح أحد أكبر القواعد العسكرية في أفغانستان. وهي تخدم جميع أفراد إيساف، بما في ذلك القوات المسلحة الأمريكية والأفغانية.
في 30 يونيو 2014، انتهت مفرزة سلاح الجو الملكي الهولندي من جنرال دايناميكس إف-16 فايتينغ فالكون.
بدأ العمل في محطة دولية جديدة في عام 2010 واكتملت في عام 2013. أقيم حفل تدشين خاص في يونيو 2013، حضره وزير الخارجية الألماني غيدو فيسترفيله، ووزير النقل والطيران الأفغاني داود علي نجفي، ومحافظ بلخ عطا محمد نور وبعض أعضاء البرلمان. بعد الافتتاح، تم تسمية المطار بمطار مولانا جلال الدين بلخي الدولي. كان توسيع المطار مشروعا مشتركا بين ألمانيا والإمارات العربية المتحدة، وتكلف 60 مليون يورو واستغرق استكماله نحو ثلاث سنوات. تم الإشراف على المشروع من قبل شركة تركية. أخذت المحطة الدولية الجديدة في المطار اسمها من مولانا جلال الدين بلخي، المعروف أيضًا باسم الرومي.

## شركات الطيران والوجهات
اعتبارًا من مايو 2023 تسير شركات الطيران التاليةرحلات إلى مطار مزار الشريف الدولي:
| شركـات طيـران                  | الوجهات                                                                                                  |
| ------------------------------ | --- |
| الخطوط الجوية الأفغانية آريانا | مطار كابل الدولي، مطار مشهد الدولي                                                                       |
| ماهان إير                      | مطار مشهد الدولي، مطار الإمام الخميني الدولي                                                             |
| كام إير                        | مطار هراة الدولي، مطار إسلام آباد الدولي، مطار كابل الدولي، مطار مشهد الدولي، مطار الإمام الخميني الدولي |
| الخطوط الجوية التركية          | مطار إسطنبول الدولي                                                                                      |

## روابط خارجية
- Controlling the Air in Mazar-e-Sharif على يوتيوب، 5 يناير 2018، مهمة الدعم الحازم.
- مطار مزاري الشريف معلومات
- أفغانستان تفتتح المطار الدولي الثالث في أوائل عام 2012
- مطار مزاري الشريف الدور العسكري
- حالة الطقس في مطار مزار شريف الدولي.
- سجل المطار لمطار مزار الشريف نسخة محفوظة 10 يونيو 2015 على موقع واي باك مشين. في Landings.com